# Торрес (Хаен)
Торрес (ісп. Torres) — муніципалітет в Іспанії, у складі автономної спільноти Андалусія, у провінції Хаен. Населення — 1656 осіб (2010).
Муніципалітет розташований на відстані близько 290 км на південь від Мадрида, 24 км на схід від Хаена.

## Демографія
Динаміка населення (INE ):

## Галерея зображень

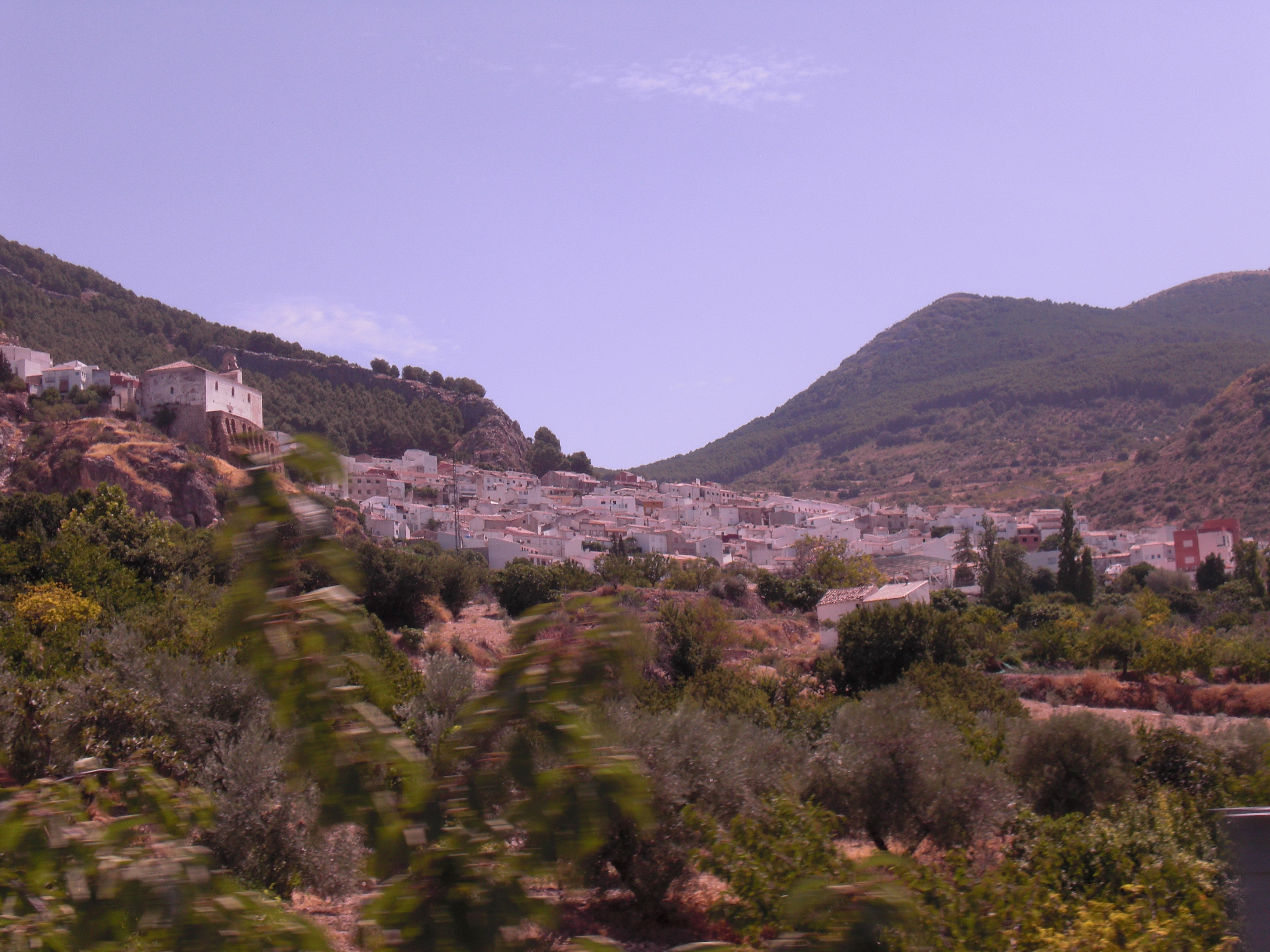
Торрес